# T-2 (航空機・アメリカ)
T2J / T-2 バックアイ
T-2B
- 用途：練習機
- 分類：艦上練習機
- 設計者：ノースアメリカン
- 製造者：ノースアメリカン/ロックウェル
- 運用者

  -  アメリカ合衆国（アメリカ海軍）
  -  ベネズエラ（ベネズエラ空軍）
  -  ギリシャ（ギリシャ空軍）
- 初飛行：1958年1月31日（原型機）
- 生産数：545機+42機
- 運用開始：1959年
- 退役：2008年9月1日（アメリカ海軍）
- 運用状況：ギリシャ空軍では現役

ノースアメリカン T-2はアメリカ合衆国で開発された中間練習機/高等練習機（飛行機）である。愛称はバックアイ(buckeye)。ジェット機の操縦訓練、特に航空母艦の発着艦訓練に使われる艦上練習機で、製造国のアメリカで使用された他、少数機が輸出されている。

## 概要
T-2は縦列複座の座席配置を持つ直線翼、中翼配置の単発（B型以降は双発）ターボジェット艦上練習機である。アメリカ海軍において、艦上中間練習機としてT2Vの後継機として開発され、1960年代初頭より半世紀に渡って使用された。

## 開発
最初のモデルであるT2Jはノースアメリカン社において1950年代に設計が開始され、同社のFJ-1フュリーの（つまり間接的にP-51の）主翼を流用した単発の機体であった。この設計案・NA-249は1956年にアメリカ海軍に採用され、評価試験機であるYT2J-1は1958年1月31日に初飛行している。1959年7月より部隊配備が開始された。
T2J-1は艦上練習機としては標準的な性能を示し、運用実績も良好であったが、アメリカ海軍部は単発機ゆえのエンジントラブルに対する安全性について疑問を呈し、またエンジンも旧式化してきたため、エンジンを換装し双発型が開発されることになった。
これを受けて双発機として改設計されたものがT2J-2であり、エンジンをWE J34 ターボジェットエンジン 1基から P&W J60 ターボジェットエンジン 2基に変更している。T2J-1を改装したYT2J-2試作機は2機生産され、1962年8月に初飛行した。量産型T-2B（旧称T2J-2）は1965年に生産開始し、5月に初飛行した。1965年12月より部隊配備が開始され、T2J-1を更新していった。1960年代後半にはエンジンをGE J-85 ターボジェットエンジン に換装したT-2Cが開発され、試作機YT-2Cは1968年4月17日に初飛行している。
1962年9月のアメリカ三軍軍用機命名規則統一により、「T2J-1」はT-2Aに、「T2J-2」はT-2Bに改称された。尚、ノースアメリカン社は後にロックウェル社と合併したため、T-2の最終ロットの機体はロックウェル社（ノースアメリカン・ロックウェル社）で生産されており、「ロックウェル T-2 バックアイ（Rockwell T-2 Buckeye）」の名称で記載されている資料もある。

## 運用

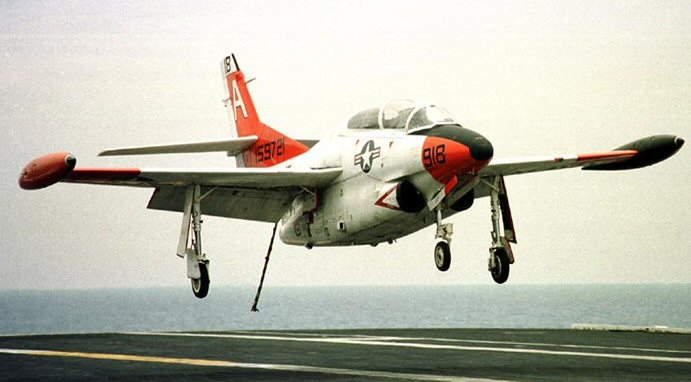
航空母艦に着艦するT-2B

T-2はアメリカ海軍の主力艦上練習機として長く使用され、T-2Cは陸上運用の高等練習機としてベネズエラとギリシャ向けにそれぞれT-2D/T-2Eの名称でも生産された。
T-2は固定武装は備えていないが、T-2C以降の型は主翼下4箇所のパイロンにガンポッドや爆弾等の兵装を装備することが可能で、軽攻撃機（COIN機）としての運用も可能である。
アメリカ海軍では1990年代後半より後継のT-45 ゴスホークに交代し、2008年には全機が退役した。
ギリシャ空軍では引き続き運用中であるものの、M-346への置き換えが進んでいる。2024年時点で、28機のT-2C/Eを保有している。

## 諸元
※数値はT-2Cのもの
- 乗員：2
- 全長：11 m
- 全幅：10.3 m
- 全高：4.5 m
- 空虚重量：3,652 kg
- エンジン：ゼネラル・エレクトリック J85-GE-4 ターボジェットエンジン 2基
- 推力：13 kN
- 最大速度：834 km/h
- 航続距離：1,456 km
- 到達高度：13,500 m
- 兵装：固定武装なし
  - 外部兵装：機関砲ポッド・爆弾等最大1,600kg

## 派生型

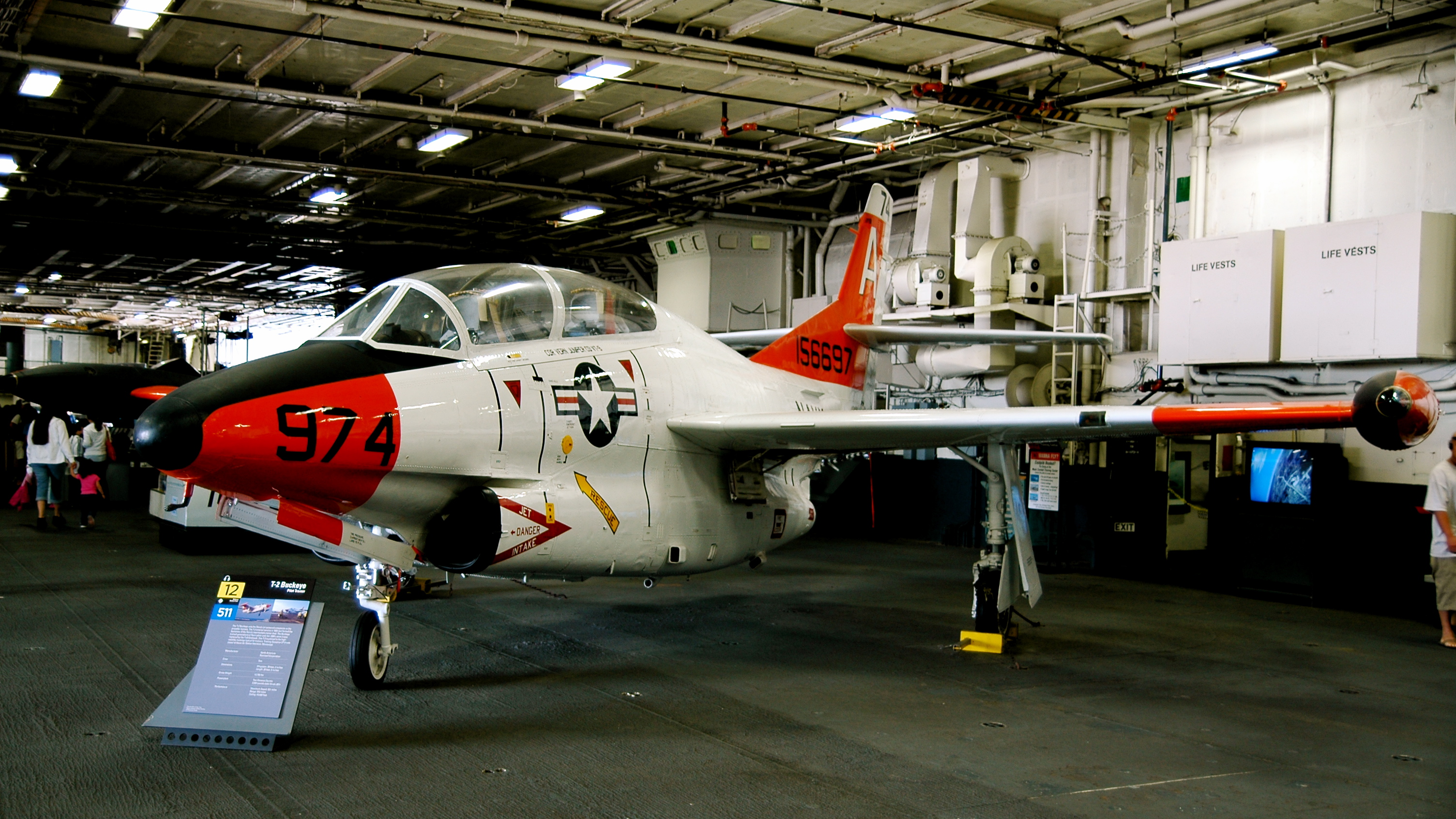
T-2B
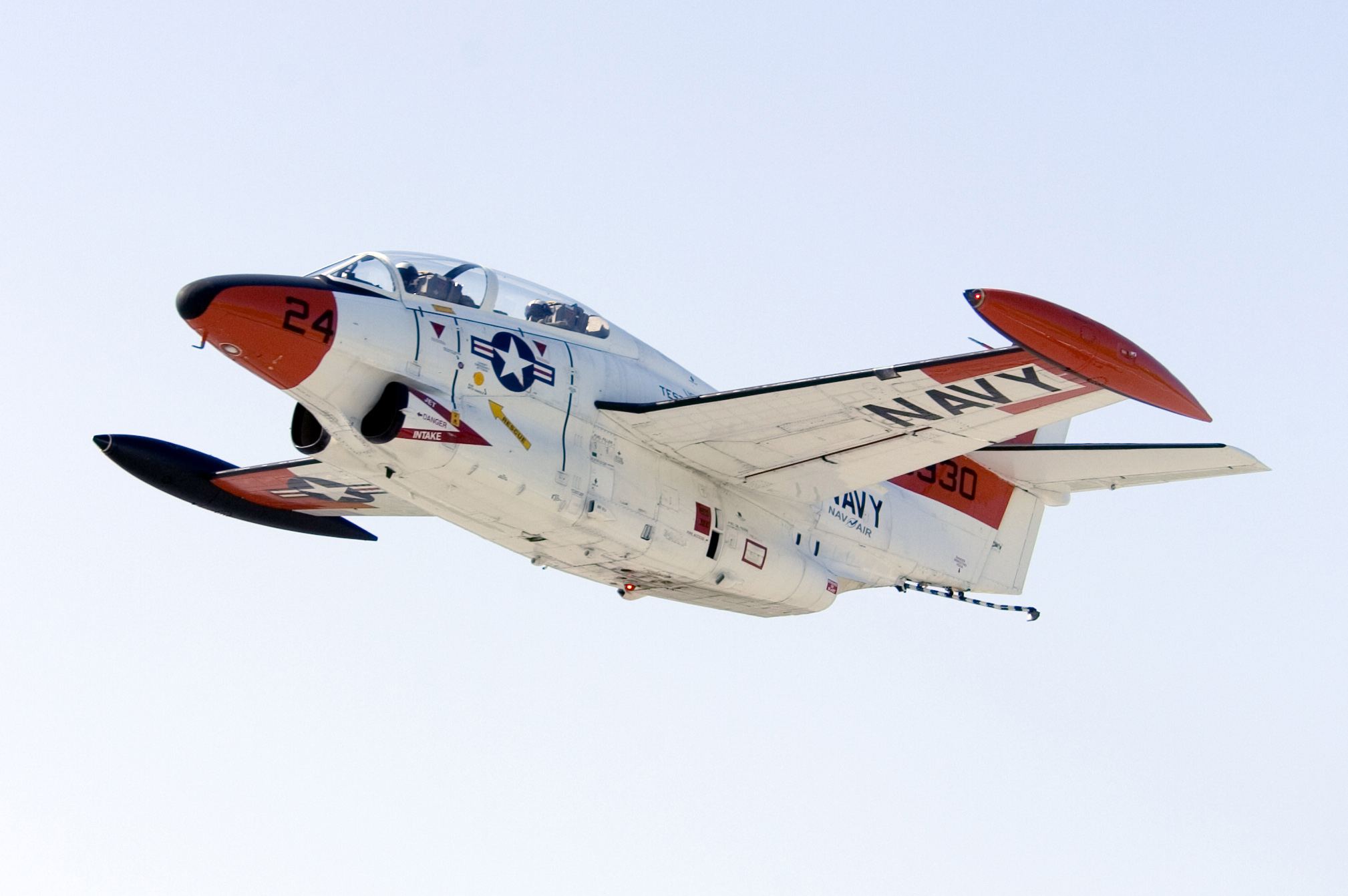
T-2C
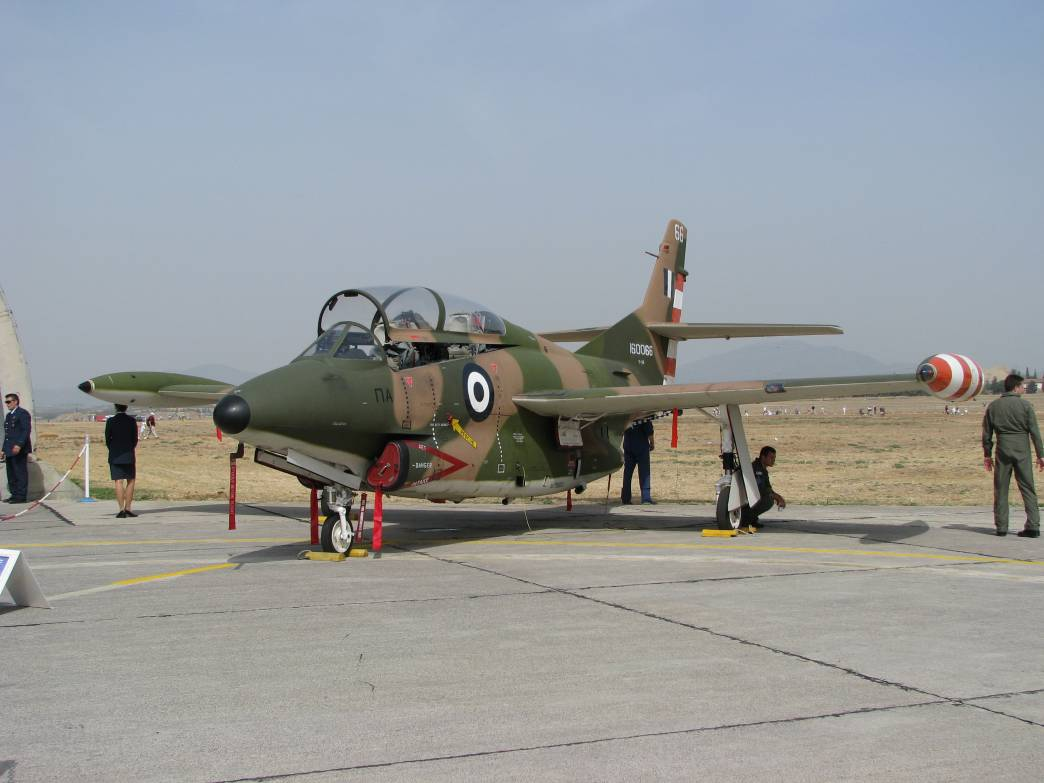
ギリシャ空軍型 T-2E

YT2J-1
評価試験用に生産された原型機。後にYT-2Aと改称。6機生産。
T-2A
初期生産型。単発エンジンを持つ最初の量産型。旧称T2J-1。217機生産。
T-2B
双発エンジンに改良した改設計型。旧称T2J-2。97機生産。
T-2C
B型のエンジンを換装し外部兵装搭載能力を付与した改良型。231機生産。
T-2D
T-2Cのベネズエラ空軍向け生産型。12機生産。
T-2E
T-2Cのギリシャ空軍向け生産型。30機生産。
- T-2B
- T-2C
- ギリシャ空軍型 T-2E